# Młyn (technika)
Młyn – urządzenie do rozdrabniania substancji stałych (np. cementu w cementowniach).

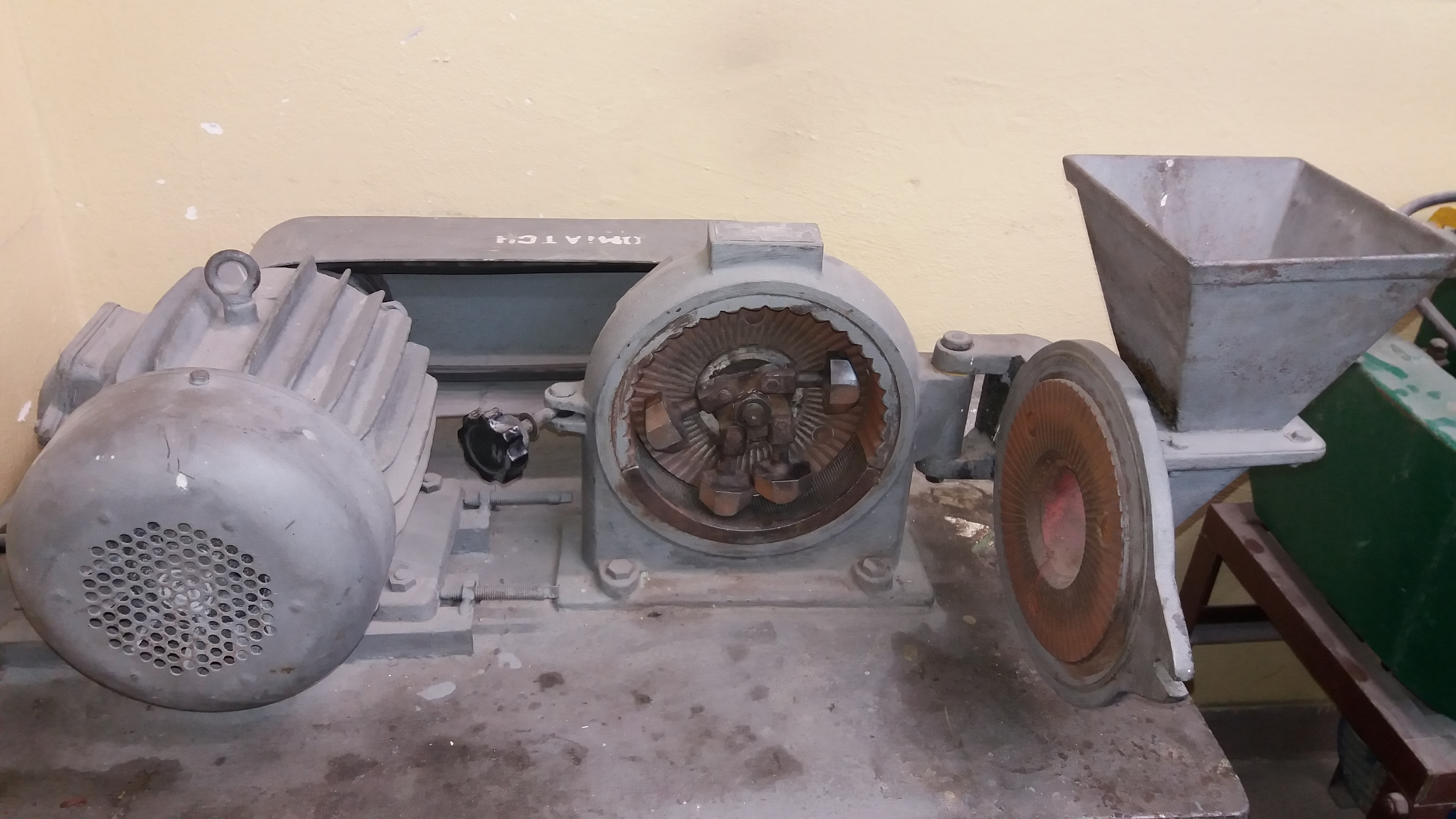
Stołowy młynek młotkowy, otwarty w celu uwidocznienia zasady działania. Lej zasypowy umieszczony w górnej części pokrywy przedniej. Młotki rozdrabniają materiał, wymienne sito w dolnej części umożliwia regulację stopnia rozdrobnienia materiału

Ze względu na rodzaj elementów rozdrabniających rozróżnia się młyny:
- kulowe
- młotkowe
- nożowe
- walcowe
- wibracyjne
- żarnowe

Ze względu na zastosowanie rozróżnia się młyny:
- młyn zbożowy
- młyn węglowy
- młyn papierniczy

Ze względu na napęd elementów rozdrabniających rozróżnia się młyny:
- młyn elektryczny
- młyn wodny